# Chiesa di San Francesco Saverio (Parigi)
La chiesa di San Francesco Saverio (in francese: église Saint-François-Xavier) è un luogo di culto cattolico di Parigi situato in place du Président-Mithouard, nel quartiere École-Militaire (VII arrondissement), sede della parrocchia Saint-François-Xavier-des-Missions-Étrangères, la quale è retta dal clero dell'arcidiocesi di Parigi, ed è una delle più popolose della città.
La chiesa si trova nei pressi dell'omonima stazione sulla linea 13 della metropolitana.

## Storia
Il quartiere dove sarebbe poi sorta la chiesa di San Francesco Saverio, si sviluppò a partire dal XVIII secolo in luogo di un bosco appartenuto all'abbazia di Saint-Germain-des-Prés. L'area, che in origine rientrava nei confini della parrocchia di Saint-Sulpice, con la riorganizzazione del territorio dell'arcidiocesi successivo al Concordato del 1801, diventò parrocchia autonoma denominata Saint-François-Xavier-des-Missions-Étrangères; questa trasse il nome dall'omonimo seminario, situato in rue du Bac, la cui secentesca cappella maggiore, dedicata all'Epifania, divenne la prima chiesa parrocchiale, rivelandosi tuttavia ben presto insufficiente per la popolazione.
I lavori della nuova chiesa iniziarono nel 1861 su un terreno a circa 500 m più ad ovest rispetto al seminario, su progetto di Adrien-Louis Lusson, alla cui morte, nel 1864, subentrò Joseph Uchard. La costruzione si protrasse fino al 1873, mentre la decorazione interna venne completata negli anni successivi. Il 15 luglio 1874 l'edificio fu aperto al culto limitatamente alla cappella assiale, mentre dalla Pasqua dell'anno successivo divenne fruibile anche la navata, mentre per il capocroce si dovette attendere il 1876. La chiesa tuttavia venne dedicata soltanto il 23 maggio 1894 dall'arcivescovo di Parigi cardinale François-Marie-Benjamin Richard.
La chiesa è monumento storico di Francia dall'11 giugno 2018.

## Descrizione

### Architettura
Lo stile architettonico della chiesa di San Francesco Saverio, solo abbozzato da Louis Lousson e più fortemente caratterizzato da Joseph Uchard, è eclettico, con planimetria e volumetrie di ispirazione barocca ed elementi decorativi mutuati dall'arte rinascimentale italiana rivisitati in chiave neoclassica. La struttura presenta una pianta a croce latina con transetto non sporgente a circa metà della lunghezza dell'edificio, oltre il quale si trova il coro a terminazione piatta; alle spalle di quest'ultimo si sviluppa l'ampia cappella assiale dotata di navate laterali ed abside semicircolare.
La chiesa venne costruita in blocchi di pietra calcarea biancastra a grana fine e compatta, proveniente dalle cave sotterranee di Bagneux. Il pavimento è interamente a parquet ad eccezione del presbiterio, dove è in marmi policromi intarsiati. Le vetrate sono di manifattura diversa: quelle dei rosoni, del cleristorio e delle prime quattro cappelle laterali della navata furono realizzate da Charles-Laurent Maréchal per conto dell'atelier di Charles-François Champigneulle; quelle delle cappelle laterali della cappella assiale e della sacrestia delle messe da Léon Ottin nel 1873; quelle del matroneo della cappella assiale dal parigino Maurice Denis.
Le principali misure dell'edificio sono le seguenti:
| Parametro                          | Misura  |
| ---------------------------------- | ------- |
| Lunghezza esterna                  | 93,50 m |
| Larghezza della facciata           | 31 m    |
| Larghezza della navata             | 15,40 m |
| Altezza della facciata             | 28,60 m |
| Altezza dei campanili              | 39,75 m |
| Diametro della cupola              | 15,30 m |
| Diametro del rosone della facciata | 5,25 m  |

### Esterno

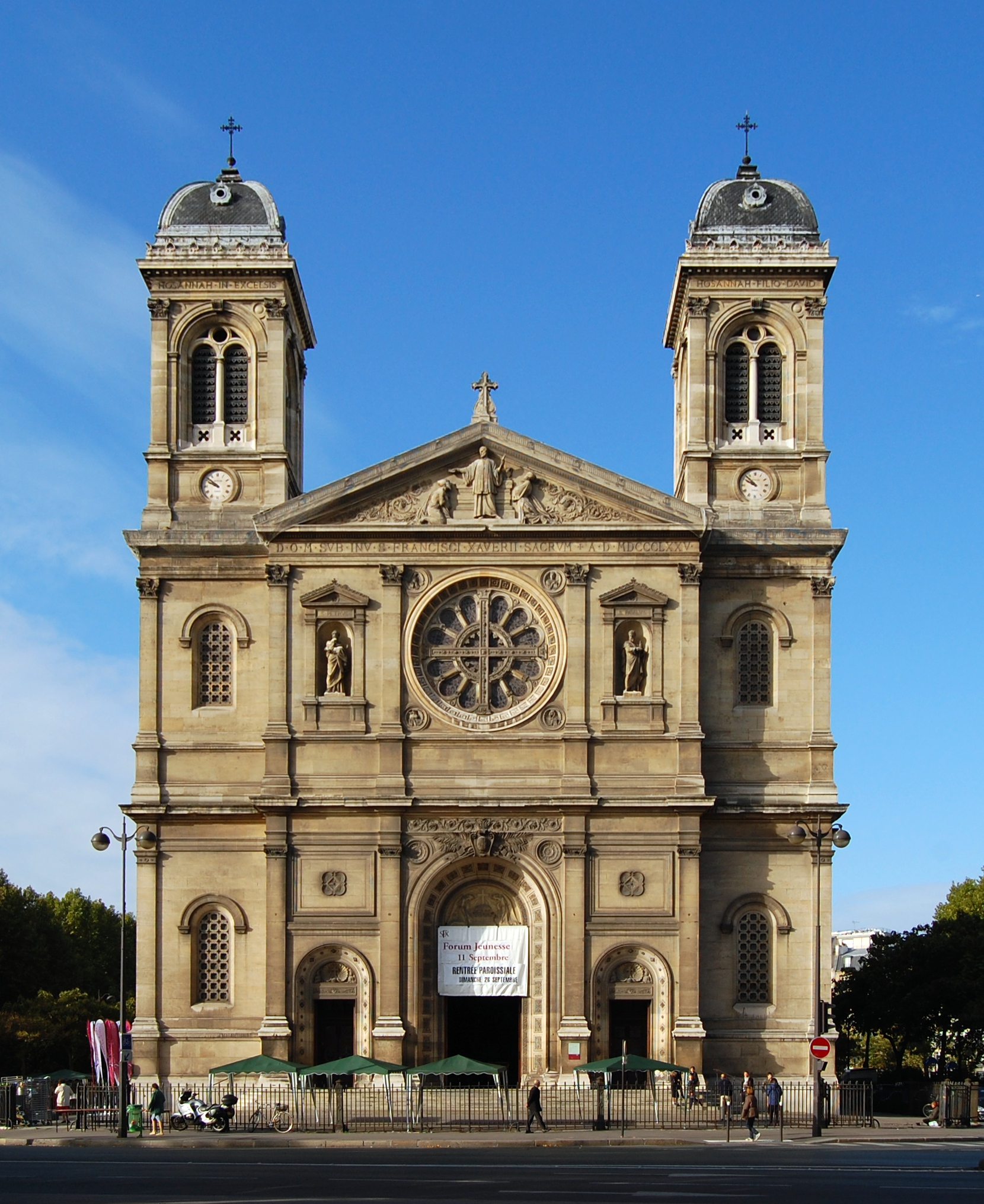
Facciata

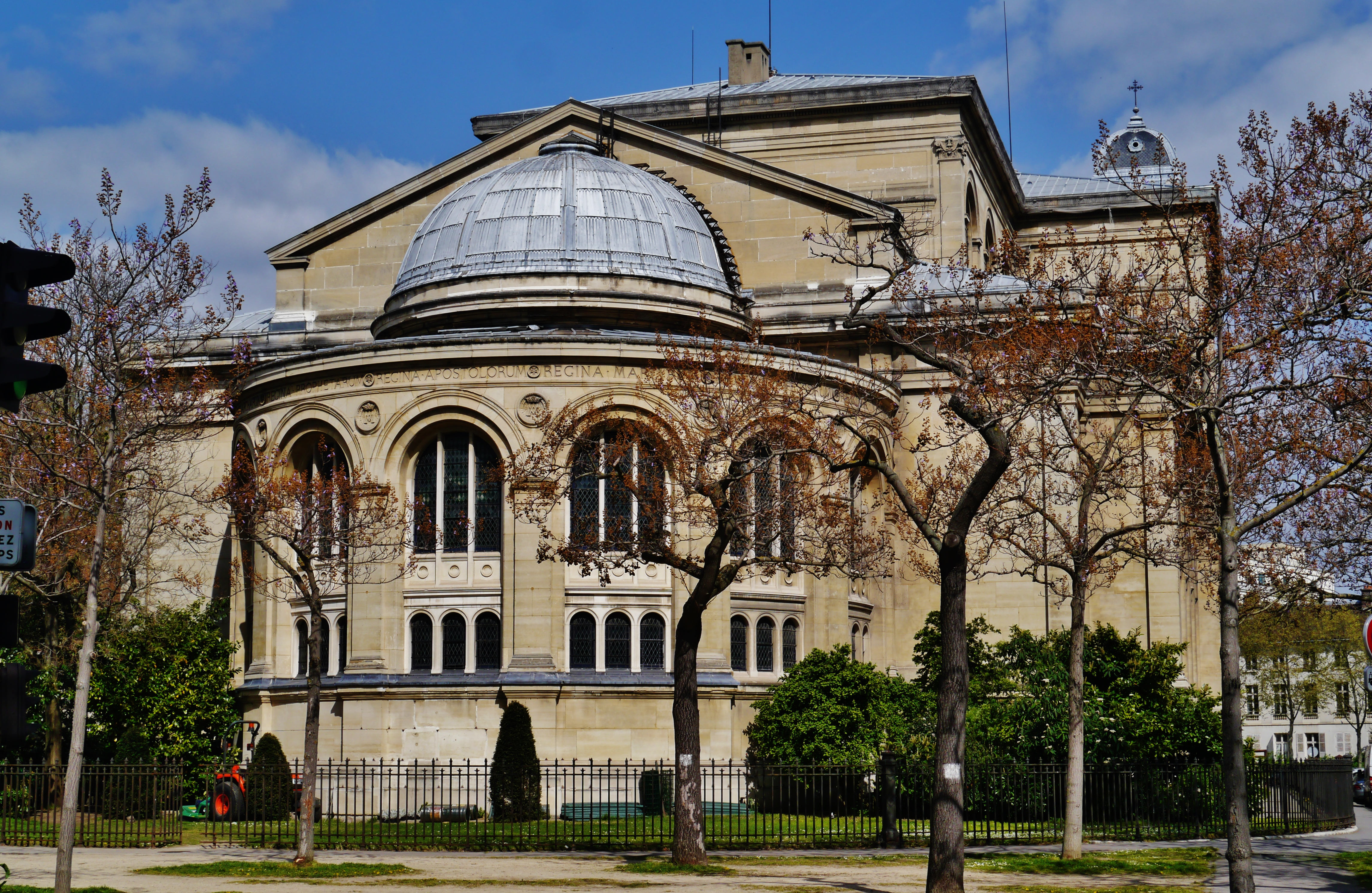
Abside

La facciata principale della chiesa, prospiciente boulevard des Invalides, è preceduta da un sagrato sopraelevato di sei gradini e delimitato dalla cancellata che circoscrive l'intero edificio. Il prospetto, che comprende alle estremità le due torri campanarie gemelle, si articola in due ordini sovrapposti (tuscanico quello inferiore e composito quello superiore) separati da un cornicione aggettante e scanditi verticalmente da lesene; la parte centrale, corrispondente alla navata interna, sporge in avanti rispetto ai campanili. In basso si aprono i tre portali strombati con lunette scolpite a bassorilievo, raffiguranti rispettivamente la croce gloriosa entro una conchiglia con mostri marini (sui portali laterali) e due angeli in adorazione dell'Agnello mistico (opera della scultrice Hélène Bertaux e posta sul portale centrale, che a sua volta è sormontato da un fregio con il cristogramma, le iniziali di san Francesco Saverio, palme e girali vegetali). Nell'ordine superiore si apre al centro il rosone circolare con intelaiatura marmorea costituita da una croce greca e dodici arcatelle, circondato dai simboli degli Evangelisti a rilievo entro tondi, mentre ai lati vi sono due nicchie con cornice architettonica tuscanica, contenenti rispettivamente le statue di San Pietro (di Justin-Chrysostome Sanson, a sinistra) e San Paolo (di Jules Franceschi, a destra). Il timpano triangolare che corona il prospetto è ornato da un frontone ad altorilievo raffigurante San Francesco Saverio che battezza gli abitanti dell'India e del Giappone, opera di Gabriel-Jules Thomas (1868). La facciata è raffigurata in una delle vetrate policrome del tamburo della cupola maggiore della coeva chiesa di Sant'Agostino a Parigi, realizzate nel 1889.
I due campanili si elevano al di sopra dell'ordine superiore della facciata con il quadrante dell'orologio, inserito all'interno di specchiature a rilievo, e con la cella campanaria; quest'ultima si apre su ciascuno dei quattro lati con una bifora sorretta da una colonna tuscanica e dotata di parapetto traforato e persiane; la copertura è costituita da una cupoletta a padiglione. Le campane, in numero di 4 e in tonalità di do maggiore, furono fuse nel 1877 dalla ditta Farnier di Robécourt.
Le fiancate della chiesa presentano il susseguirsi di grandi monofore ad arco a tutto sesto che danno luce all'interno. In ciascuno dei due prospetti del transetto, che hanno una suddivisione analoga a quella della facciata principale senza però il coronamento triangolare, si aprono in basso due portali e in alto un rosone. L'abside della cappella assiale, con copertura semisferica rivestita da lastre di piombo, è circondata da una galleria semicircolare: lungo la parete curva vi sono cinque archi idealmente sorretti da lesene tuscaniche, ciascuno dei quali è suddiviso in due ordini sovrapposti di finestre tripartite; sul cornicione sono riportati alcuni appellativi della Madonna tratti dalle litanie lauretane.

### Interno

#### Piedicroce

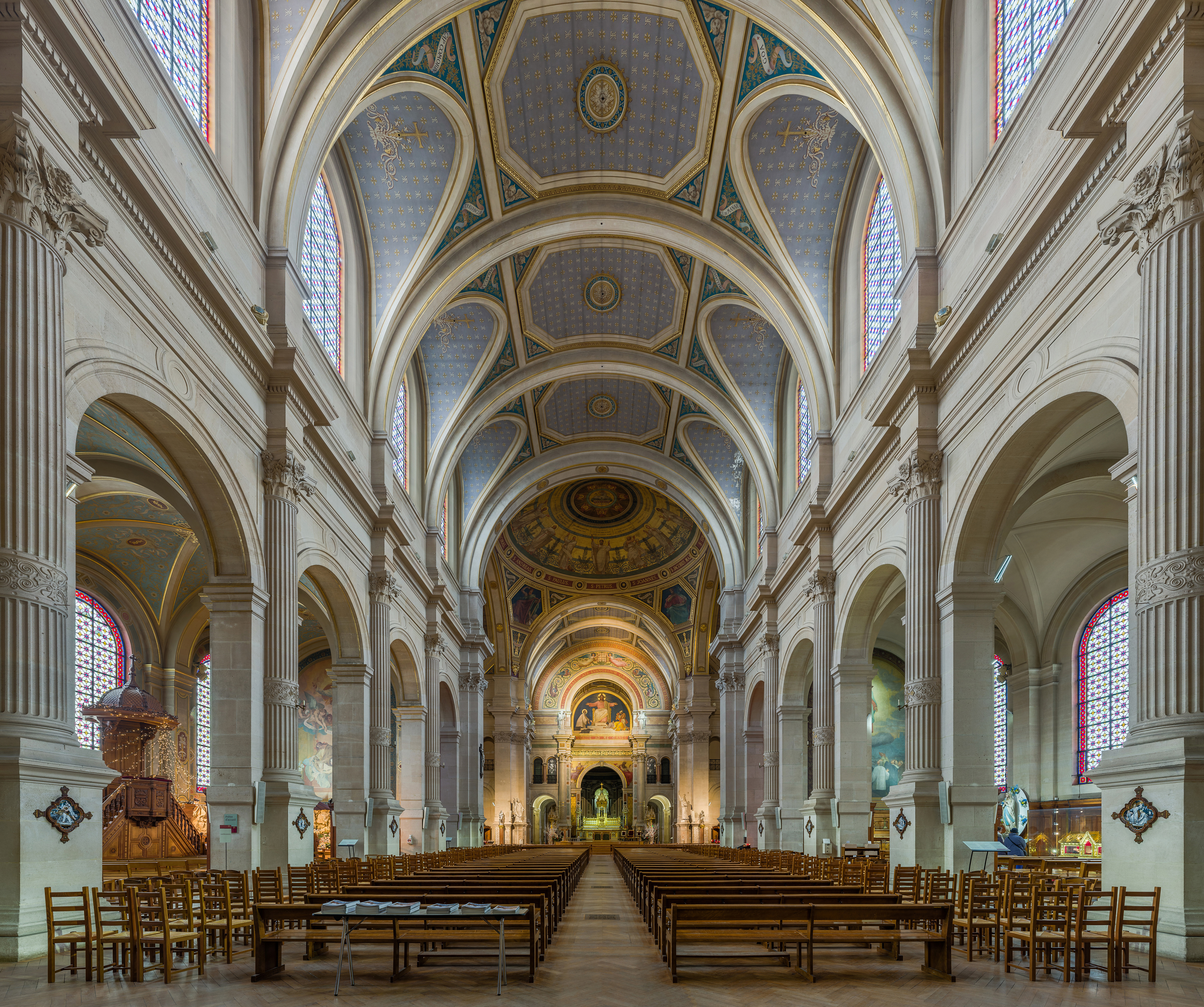
Interno

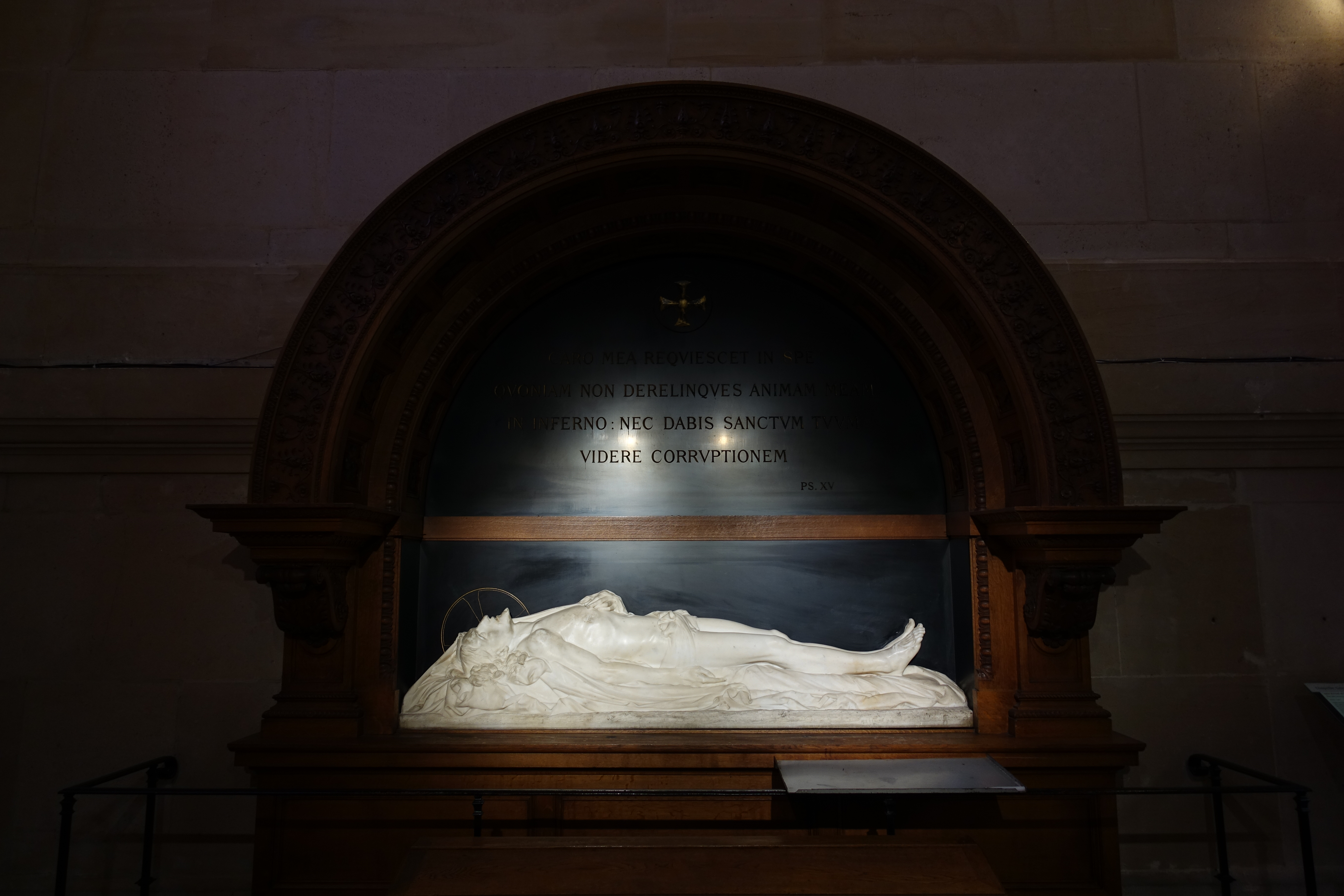
Alfred Lenoir, Cristo morto (1876)

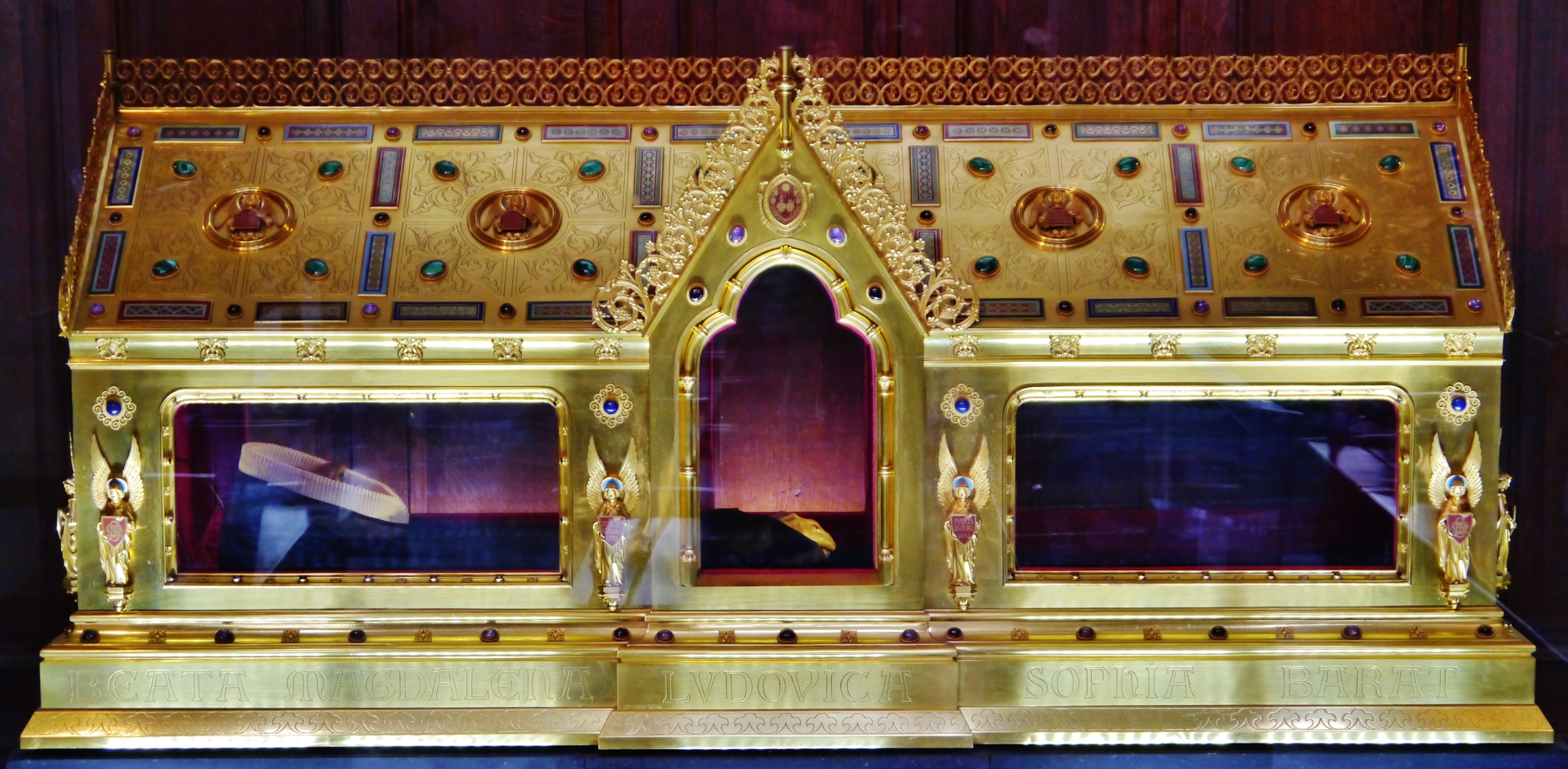
Reliquiario con il corpo di santa Maddalena Sofia Barat

L'aula è costituita da una navata unica di cinque campate dalla quale si accede direttamente a tre cappelle per lato; la controfacciata è articolata con un complesso architettonico ripetuto anche nelle pareti di fondo del transetto e, seppur variato, del coro, costituito da una vasta tribuna posta all'altezza del cornicione sul quale è impostata la volta (e dotata, sopra il solo ingresso principale, di un parapetto ligneo su mensole del medesimo materiale) e, in basso, di una tripartizione verticale mediante due lesene corinzie scanalate con il campo centrale con da un ampio arco a tutto sesto, e i due laterali ciascuno con un arco più piccolo sormontato da una bifora. Il soffitto della navata è costituito da una volta a botte lunettata dipinta da Alexandre Denuelle con il monogramma di san Francesco Saverio e i nomi delle aree geografiche da lui evangelizzate. L'ambiente è illuminato da dieci grandi finestre ad arco poste in corrispondenza delle arcate che lo mettono in comunicazione con le cappelle laterali, quest'ultime intervallate da semicolonne corinzie.
Le cappelle laterali sono tre per lato: la prima e la terza hanno volta a botte e corrispondono alle relative campate della navata, mentre la seconda ha volta a crociera, corrisponde alle tre campate centrali e si articola a sua volta in tre campate. La prima cappella di sinistra contiene il fonte battesimale e i due dipinti Riposo durante la fuga in Egitto di Louis Flachéron (XIX secolo), e Apoteosi di san Gaetano Thiene di Claude Audran detto il Giovane (XVII secolo, già sull'altare maggiore della scomparsa chiesa di Sainte Anne la Royale a Parigi); la seconda, di San Giuseppe, è ornata da un grande olio su tela di Henri-Ludovic Pinta con la Morte di san Giuseppe (1915) nella parete sopra l'altare, ed ospita il pulpito ligneo neoclassico, con doppia scalinata d'accesso; la terza è dedicata a san Vincenzo de' Paoli, raffigurato nella moderna vetrata policroma di Marcelle Lecamp (1959), e al suo interno trova luogo la statua in marmo del Cristo morto, opera di Alfred Lenoir (1876), inserita entro un grande arcosolio. La prima di destra, invece, è la cappella delle Anime del Purgatorio ed accoglie, oltre alle statue ottocentesche di Santa Giovanna d'Arco (di autore ignoto) e San Luigi IX (policroma, di Peaucelle Coquet), due tele dipinte da Henri-Ludovic Pint nel 1921 come omaggio ai caduti della prima guerra mondiale, che sono poste sulle pareti laterali e raffigurano rispettivamente Cristo che porta la croce (a destra) e Cristo risorto in gloria (a sinistra); la seconda, dedicata al Sacro Cuore di Gesù e priva della decorazione pittorica delle volte che invece presenta la cappella simmetrica, ospita le spoglie mortali di santa Maddalena Sofia Barat (che visse nel quartiere), ivi collocate nel 2009 insieme alla cassa neogotica che le custodisce e che venne realizzata da Bourdon di Gand nel 1909; sull'altare, il dipinto su tela di Felix Villé Omaggio della Francia al Sacro Cuore di Gesù per la salute della nazione (1895), mentre sulla parete dirimpetto vi è il dipinto di Henri Lerolle La Comunione degli Apostoli (1878); l'ultima cappella di destra è intitolata a santa Teresa di Lisieux, raffigurata nella vetrata di Marcelle Lecamp (1959), ed ospita sulla parete di sinistra la tela del Bacio di Giuda di anonimo veneto del XVII secolo.
Le stazioni della Via Crucis sono costituite da una grande croce alla quale è sovrapposto un quadrilobo con raffigurata la scena corrispondente dipinta su smalto a imitazione del cammeo; furono realizzate da Théodore Maillot e inaugurate il 3 febbraio 1891.

#### Capocroce

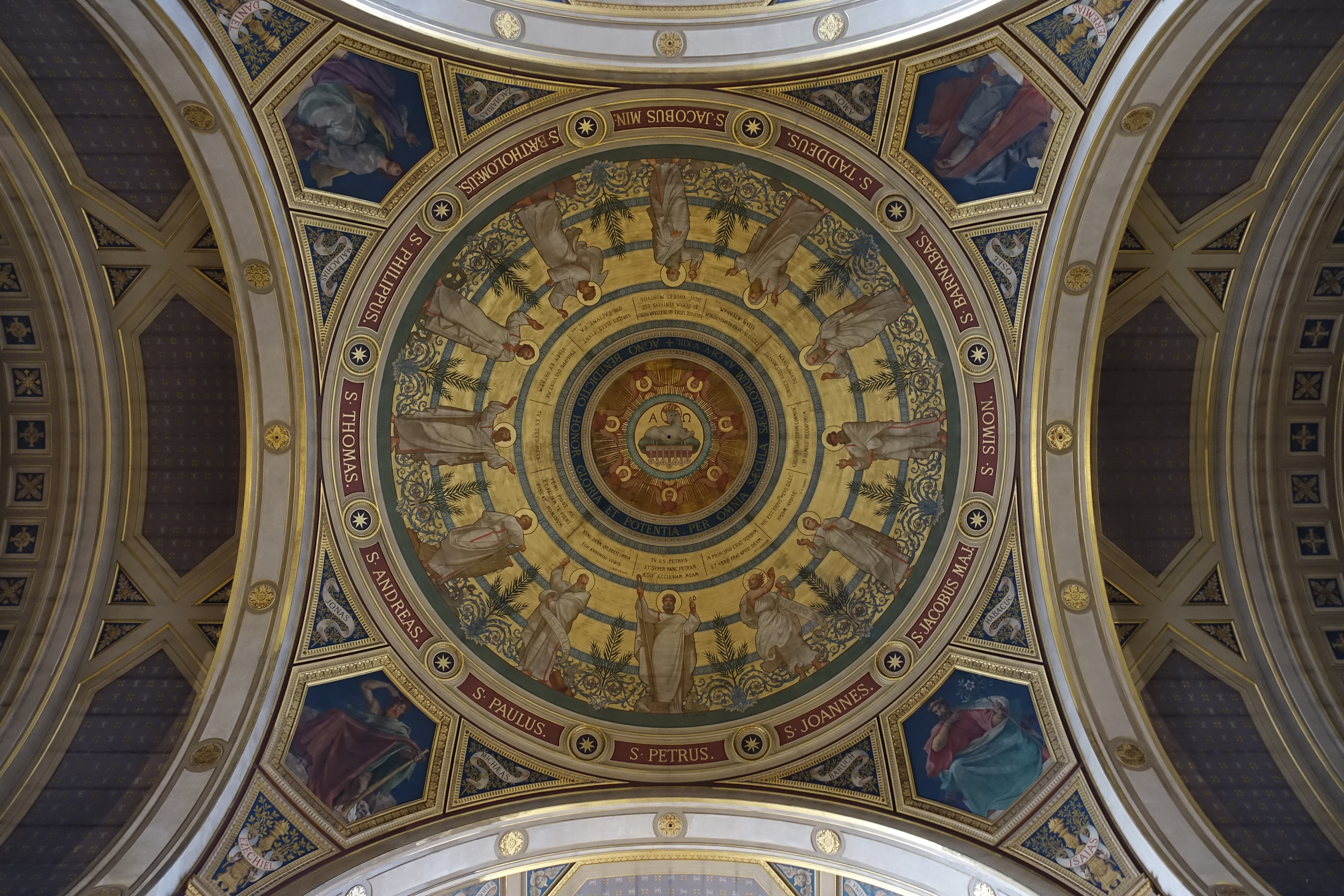
Cupola

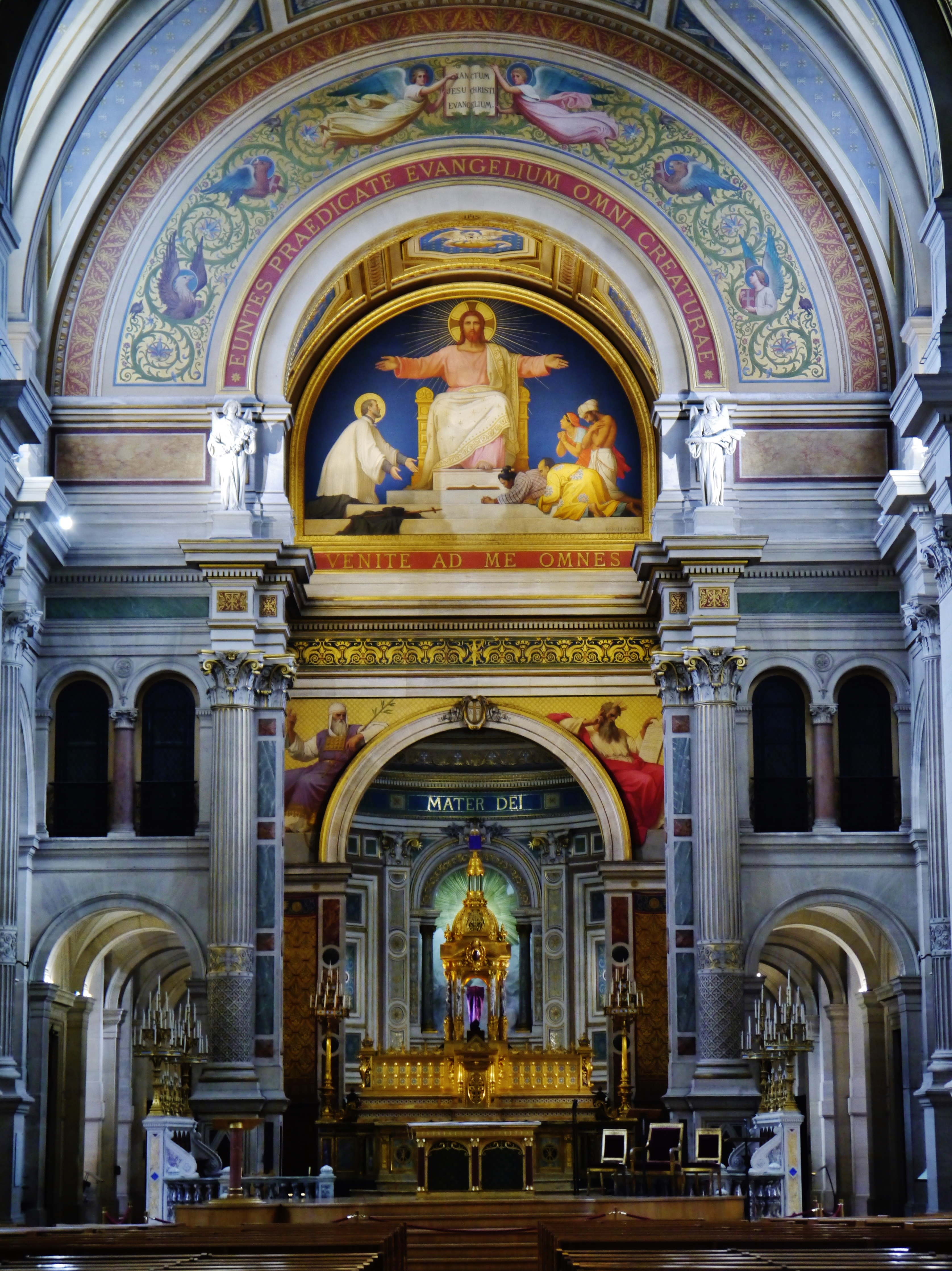
Coro e presbiterio

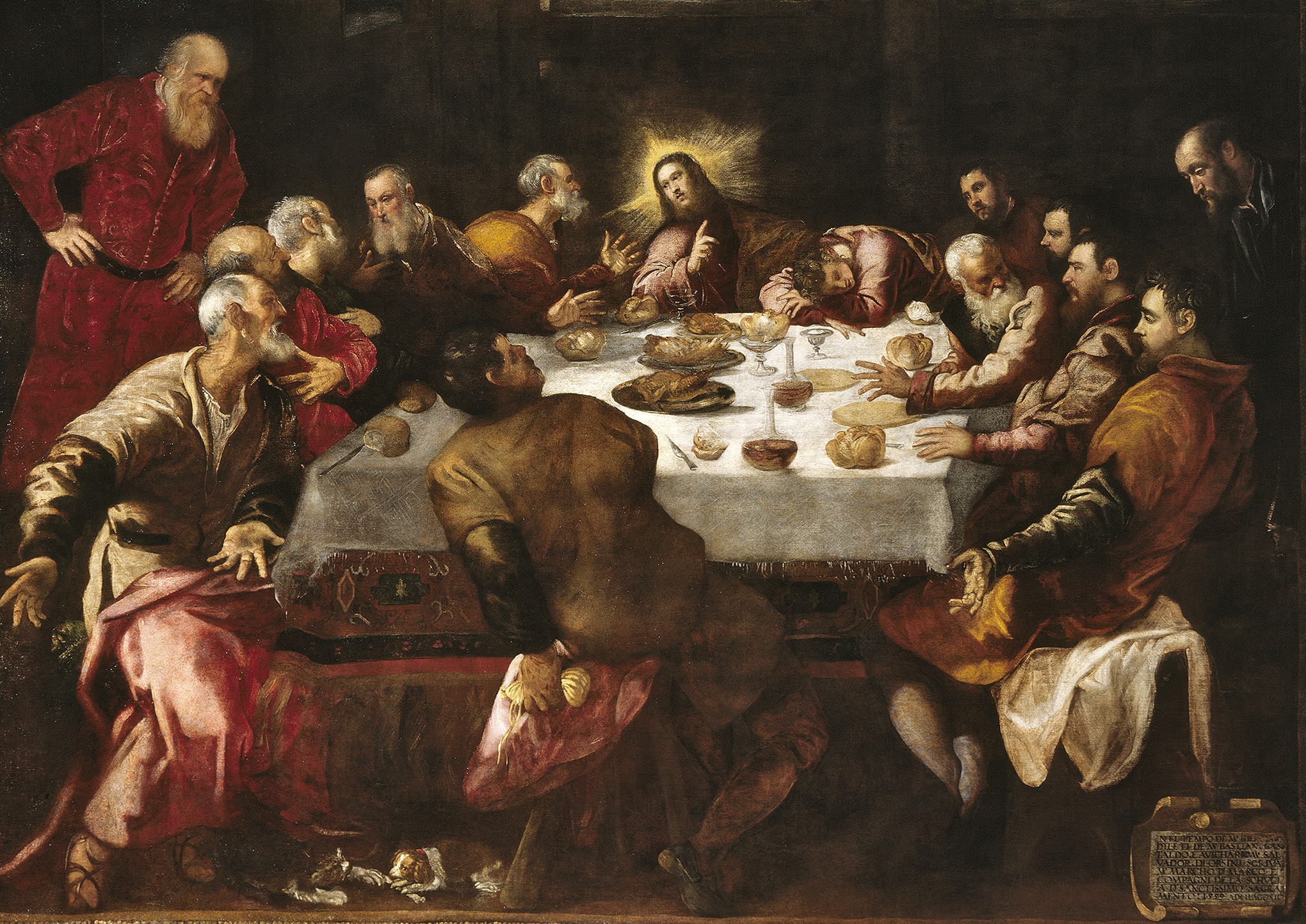
Tintoretto, Ultima Cena (1559)

La crociera è coperta con cupola, priva di tamburo e lanterna e non visibile dall'esterno, la cui superficie interna, analogamente alla volta del transetto e del coro, è interamente dipinta a fresco: al centro vi è l'Agnello di Dio, intorno al quale sono disposti e raffigurati stanti i dodici Apostoli, ciascuno identificato dal nome (sul cornicione sottostante) e da una citazione biblica (su fondo oro, riportata sopra la testa), ed elementi decorativi vegetali; nei pennacchi, invece, vi sono quattro esagoni rispettivamente con Daniele, Ezechiele, Geremia ed Isaia; i dipinti della cupola furono realizzati nel 1871 da Charles-Joseph Lameire, mentre quelli delle vele nel 1868 da Élie Delaunay.
Le pareti laterali dei due bracci del transetto ripropongono lo schema dei campi laterali di quelle di fondo, con arcata cieca sormontata da una bifora; le cappelle che si aprono nelle due testate, ciascuna delimitata da una balaustra marmorea e dotata di altare dorato riccamente decorato con bassorilievi e sormontato da un tabernacolo, sono dedicate rispettivamente ai santi patroni di Parigi Dionigi (sinistra) e Genoveffa (destra). A ridosso dei pilastri che sorreggono la cupola ai lati del coro, ciascuna su un alto pilastro, vi sono le statue marmoree di San Dionigi (a sinistra) e San Francesco Saverio (a destra), entrambe di autore ignoto. Esse sono affiancate da altre due statue, ex-voto in argento del 1888, poste su colonne e raffiguranti la Vergine col Bambino (a sinistra) e San Giuseppe col Bambino (a destra).
La navata centrale prosegue oltre la crociera con il coro, che si compone di due campate con struttura analoga a quelle del piedicroce. Le quattro arcate laterali, separate da una semicolonna corinzia, anziché immettere in retrostanti cappelle (in luogo delle quali vi sono le sacrestie), presentano altrettanti dipinti di grandi dimensioni realizzati da Charles Crauk nel 1895 e raffiguranti scene della vita di Francesco Saverio: la Conversione (primo a destra), la Predicazione (primo a sinistra), la Morte (secondo a destra) e la Glorificazione (secondo a sinistra). Al centro della parete di fondo si apre la scarsella, le cui pareti e volta a botte furono riccamente dipinte da Romain Cazes con elementi ornamentali a foglia oro (pareti laterali), Mosè e Aronne (parete fondale, vele ai lati dell'arco che si affaccia sulla retrostante cappella assiale), Cristo in trono cui vengono presentati da Francesco Saverio i popoli convertiti (parete fondale, parte superiore) e Allegorie delle virtù teologali (volta); dello stesso autore è il fregio di ispirazione paleocristiana che orna l'arco absidale, nel quale sono raffigurati i Simboli degli Evangelisti e il Vangelo sorretto da due angeli. Le due statue marmore degli Angeli con le materie eucaristiche, invece, furono scolpite da Alexandre Falguière.
Il presbiterio, che occupa la parte centrale del coro, venne realizzato in un secondo momento con un assetto differente rispetto a quello previsto nel progetto originario, arretrando l'altare maggiore (che si sarebbe dovuto trovare prima degli stalli lignei) nella scarsella, al posto dell'organo del coro. L'area, riccamente decorata in marmi policromi, è sopraelevata rispetto al resto della chiesa ed introdotta da una doppia balaustra; al di sopra dei parapetti laterali, lungo i quali si sviluppano gli stalli lignei su unica fila con inginocchiatoi, vi sono dei lampadari in bronzo. All'interno della scarsella, ulteriormente sopraelevato, trova luogo l'altare maggiore ottocentesco, realizzato e consacrato nel 1894 in luogo di quello precedente del 1876 che già nel 1892 si presentava in un pessimo stato di conservazione; opera dell'orafo Placide Poussielgue-Rusand che lo realizzò su disegno dell'architetto Marcel, è in marmi, bronzo dorato e smalti e presenta al centro del paliotto un bassorilievo raffigurante San Francesco Saverio morente, realizzato da Alfred Lenoir nel 1897 ma installato soltanto nel 1902; al di sopra del tabernacolo vi è un elaborato baldacchino neobarocco con otto colonne in marmo cipollino, cupolino e lanterna; ai lati, due candelabri alimentati originariamente a gas. L'adeguamento liturgico risale al 2006 e trova luogo all'ingresso del presbiterio ottocentesco, con alta pedana in legno che ingloba e occulta la balaustra più esterna.
Il coro è posto fra le due sacrestie. Quella di sinistra è la sacrestia delle messe e presenta due vetrate policrome di Raphael Maréchal raffiguranti il Martirio di san Dionigi e Santa Genoveffa che annuncia la preservazione di Parigi dalla distruzione di Attila; nel medesimo ambiente sono esposti due dipinti ovali su tela attribuiti a Luca Giordano con Giobbe deriso dalla sua famiglia e Giacobbe benedetto da Isacco e la Madonna col Bambino con san Giovannino e santa Genoveffa di Lubin Baugin, realizzato nel XVII secolo per la cappella di Santa Genoveffa nella cattedrale di Notre-Dame a Parigi. Quella di destra è, invece, la sacrestia dei matrimoni al cui interno si trovano l'Ultima Cena realizzata nel 1559 da Tintoretto per la Scuola del Santissimo Sacramento presso la chiesa di San Felice a Venezia e classificata come monumento storico di Francia dal 1950, e le due parti dello smembrato dipinto di Henry Lerolle La Comunione (ultimo quarto del XIX secolo), ambientato all'interno della chiesa stessa di San Francesco Saverio.

#### Cappella assiale

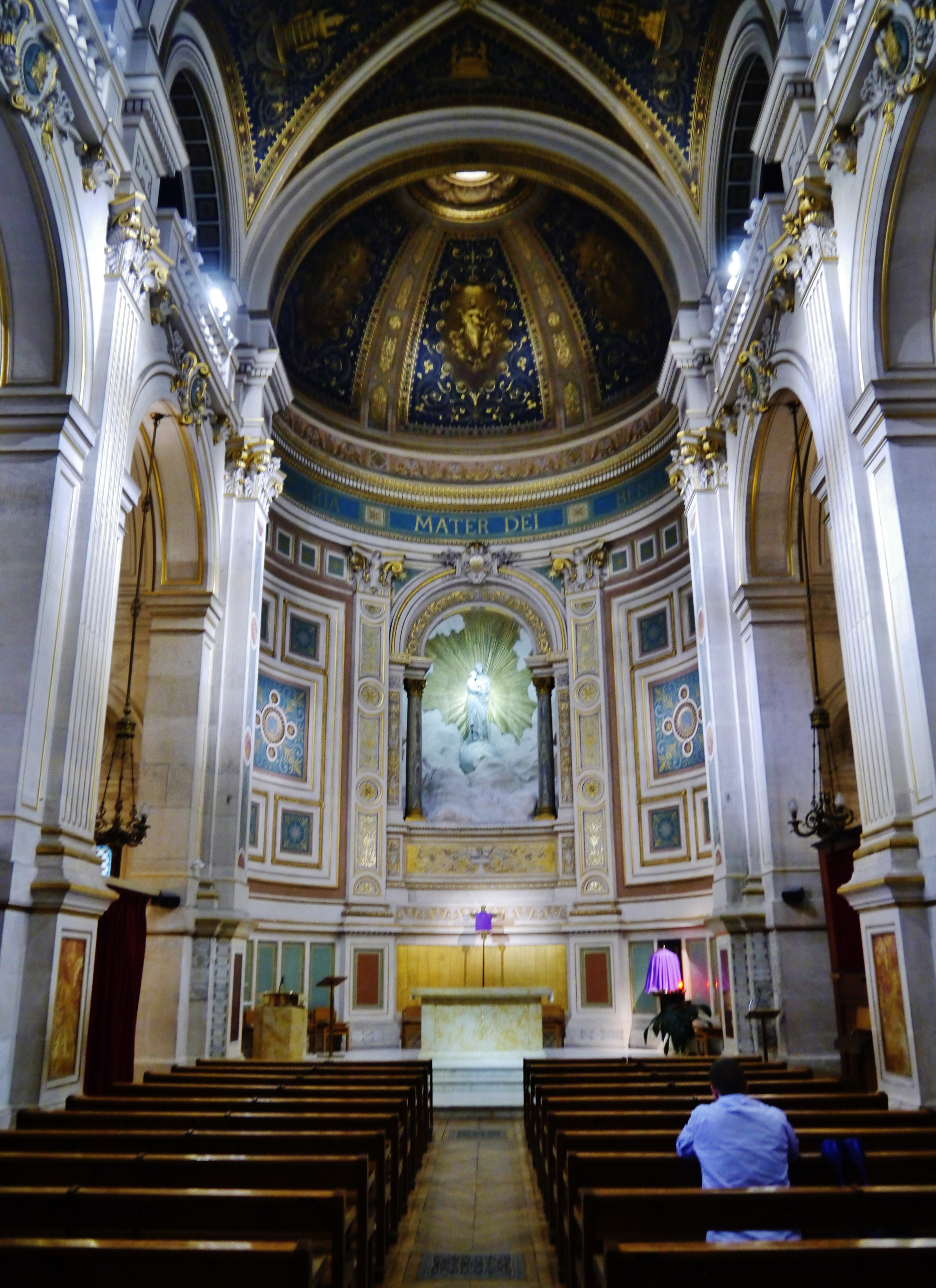
La cappella assiale

Alle spalle del coro si sviluppa la cappella assiale, dedicata alla Vergine Maria, alla quale si accede attraverso i due ambulacri posti ai lati della scarsella. Tale ambiente si struttura in tre navate di tre campate ciascuna, delle quali le laterali sono sormontate da un matroneo illuminato da lucernari ottagonali sul soffitto, il quale si affaccia sulla navata centrale con una grande arcata per campata con balaustra. Le pareti della navata mediana sono scandite da lesene scanalate corinzie. Mentre le navatelle sono coperte con volta a botte in pietra perpendicolare rispetto all'asse longitudinale della chiesa, quella centrale presenta una volta a crociera affrescata da Alexandre Denuelle con un arabesco dorato su sfondo blu in stile neorinascimentale, recante le allegorie di dodici appellativi della Madonna tratti dalle litanie lauretane.
La navata mediana della cappella è introdotta dal grande arco a tutto sesto che si apre nella parete di fondo della scarsella, alle spalle dell'altare maggiore ottocentesco, chiuso nella parte inferiore da una cancellata in ferro battuto con dorature, realizzata dal fabbro Laisné su disegni della Maison Vassal nel 1894. All'estremità opposta vi è invece l'abside semicircolare, interamente occupata dal presbiterio che è rialzato di tre gradini costituito da moderni arredi in marmo; al centro della parete curva, in posizione sopraelevata, si apre una serliana che incornicia la composizione statuaria di ispirazione barocca della Madonna col Bambino, di Jean-Marie Bonnassieux (1882). La calotta venne affrescata da Charles Lameire con un arabesco dorato su fondo blu e tre scene monocrome in toni di oro raffiguranti l'Immacolata Concezione (al centro), l'Annunciazione (a sinistra) e la Visitazione (a destra).
In corrispondenza delle ultime due campate si aprono su ambo i lati altrettante cappelle a pianta quadrangolare, coperte con volta a botte e illuminate ciascuna da un'ampia finestra ad arco. La prima di sinistra è dedicata a sant'Anna ed ospita sulla parete destra un olio su tela di Benedetto Gennari junior con il San Francesco Saverio e il miracolo del crocifisso ritrovato dal granchio (XVII-XVIII secolo); segue la cappella di Nostra Signora di Lourdes all'interno della quale vi sono due dipinti: a sinistra una copia della Deposizione di Cristo dello Spagnoletto che si trova nella concattedrale di Santissima Maria Assunta e San Catello a Castellammare di Stabia (l'originale è degli inizi del XVII secolo), a destra l'Ultima messa del martire di Charles-Louis de Frédy de Coubertin (1864). Nella prima cappella di destra, di San Luigi, vi è una copia d'atelier della Crocifissione di Pietro di Luca Giordano esposta presso il Museo Fesch di Ajaccio e risalente al 1659-1660; la seconda è intitolata a sant'Antonio ed ospita l'olio su tela di Gustave Adolphe Chassevent-Bacques Natività di Gesù (1894).

### Organi a canne

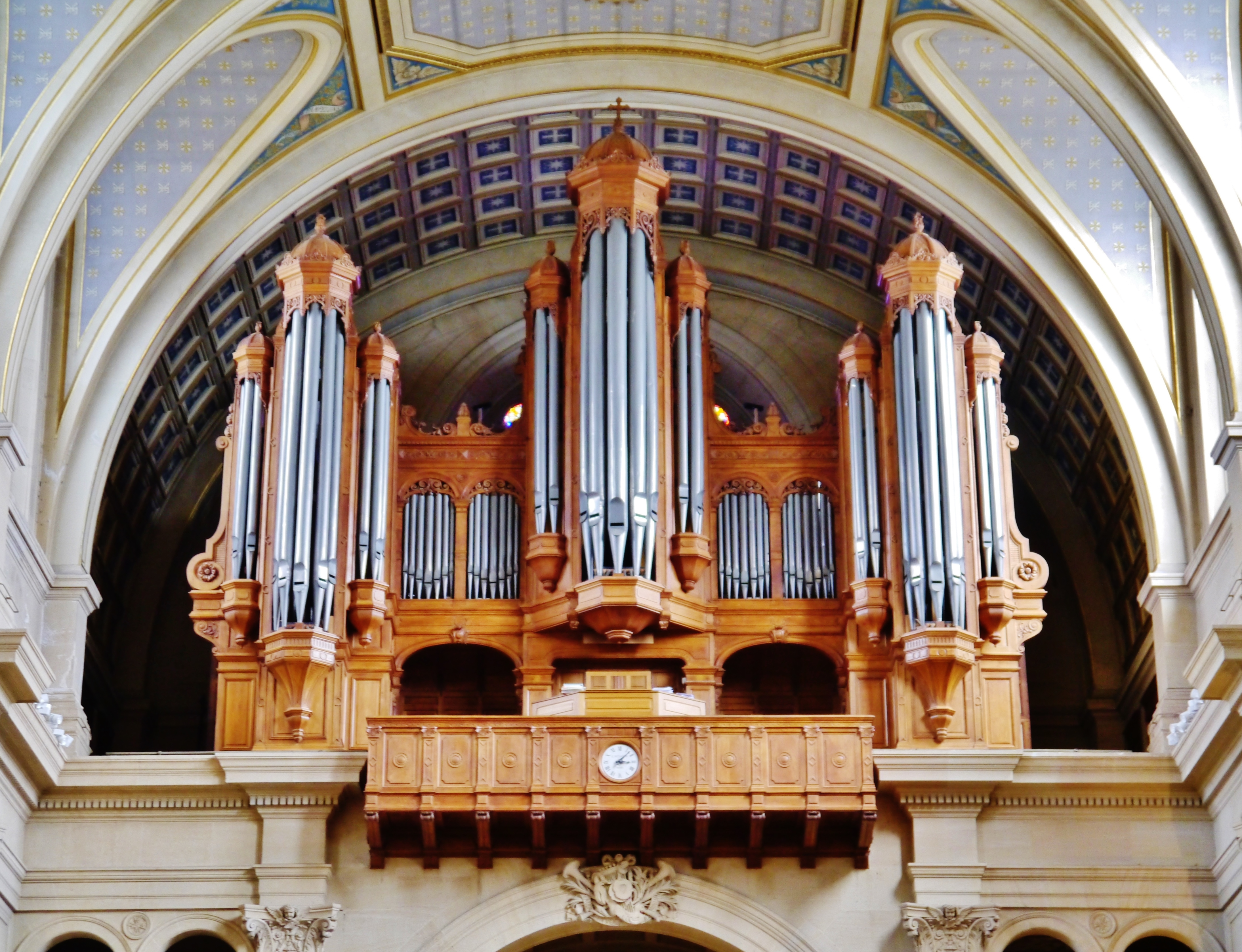
Organo maggiore

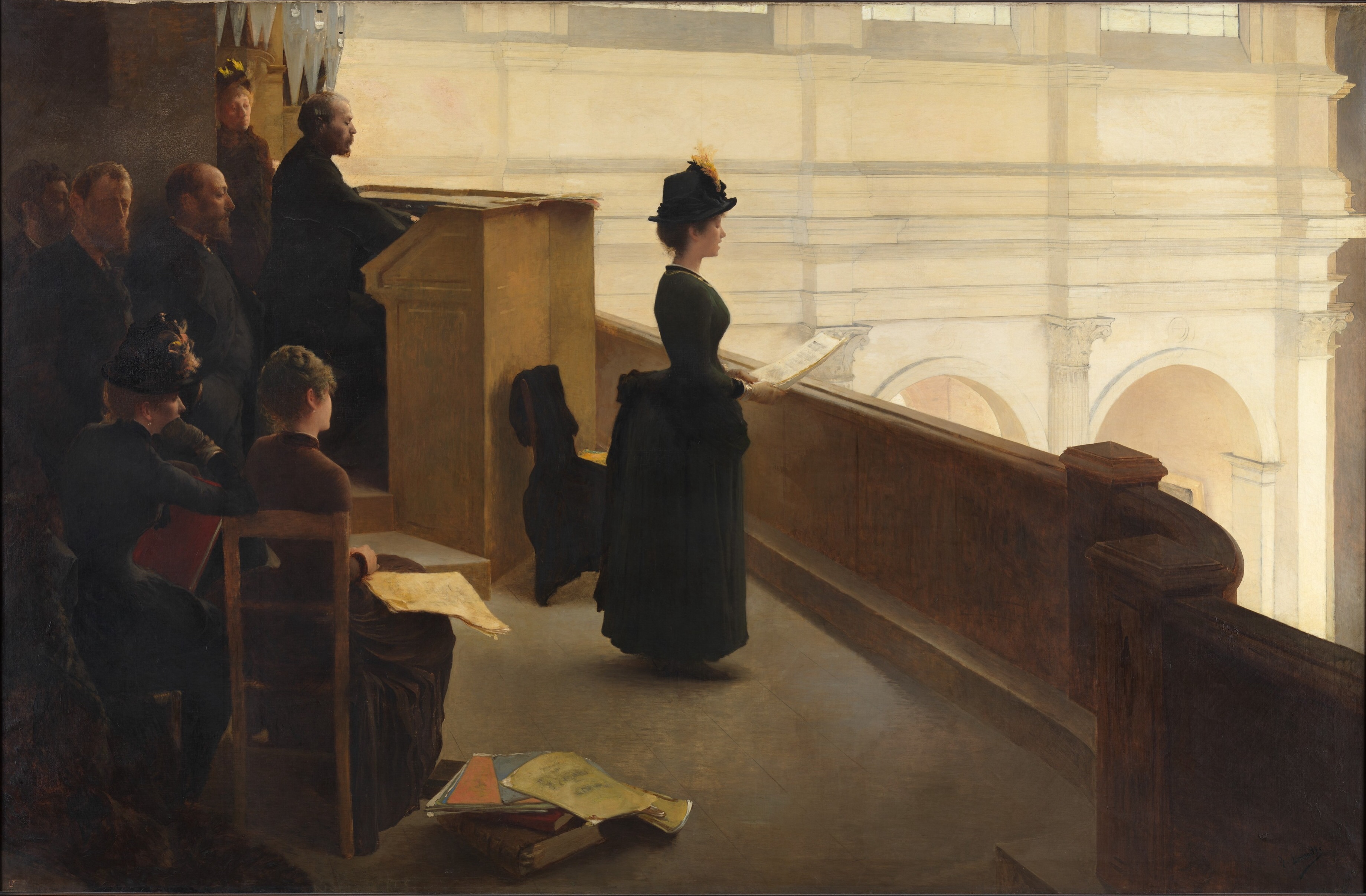
Henri Lerolle, The Organ Rehearsal (1887)

Nella chiesa si trovano tre organi a canne.
Lo strumento principale è posizionato al centro della tribuna in controfacciata e venne realizzato da Jacques Fermis nel 1878 a trasmissione pneumatica; fu restaurato da Aristide Cavaillé-Coll nel 1890 (opus 633) e profondamente modificato nel 1923 da Ephrème e Gonzalez; nuovi interventi furono condotti da Müller nel 1957 e da Bernard Dargassies che lo ricostruì nel 1992-1993. Sono stati organisti titolari di quest'organo Albert Renaud (1878-1891), Adolphe Marty (1891-1942) e Gaston Litaize (1942-1991). Lo strumento è interamente racchiuso all'interno della cassa lignea neoclassica caratterizzata da tre corpi centrali (ciascuno costituito da tre tourelles con cupolino) sporgenti in avanti e collegati fra loro da due prospetti piani con le canne entro bifore. Lo strumento dispone di 64 registri ed è a trasmissione integralmente elettrica. La sua consolle, situata anch'essa al centro della tribuna e rivolta verso la navata, ha tre tastiere e pedaliera e venne costruita nell'ambito del rifacimento degli anni 1990 in sostituzione di quella originaria, tuttora esposta presso i laboratori della Manufacture vosgienne de grandes orgues (a Rambervillers), la quale era stata immortalata da Henri Lerolle nel suo dipinto The Organ Rehearsal (1887).
Un secondo strumento si trova all'estremità sinistra della tribuna del transetto di sinistra, frutto della ricostruzione effettuata nel 1900 da un organaro ignoto (probabilmente Fermis o Mutin) su uno strumento preesistente che, fino al 1894, era stato posizionato a pavimento al centro della scarsella, alle spalle dell'altare maggiore, così da poter essere utilizzato anche come organo della cappella assiale; fu restaurato nel 1963 da Müller, nel 1977 da Gonzalez e nel 1990 da Dargassies. Racchiuso entro una cassa lignea con doppio prospetto (verso la navata e verso la tribuna) ad eccezione di alcune canne del pedale, è a trasmissione meccanica ed ha 22 registri; la consolle dispone di due tastiere e pedaliera.
Al di sotto della terza arcata di destra della cappella assiale vi è un terzo organo, costruito da Pierre Chéron nel 1955 e originariamente posizionato sul matroneo, spostato nella collocazione attuale nel 2013. Lo strumento è integralmente racchiuso entro cassa espressiva e privo di mostra; è a trasmissione meccanica con 6 registri e la sua consolle, dotata di due tastiere e pedaliera, è a finestra.